# دانيلا جورج
دانيلا جورج (بالإنجليزية: Danielle George)‏ هي محاضرة بريطانية، ولدت في يناير 1976 في نيوكاسل أبون تاين في المملكة المتحدة.

## وصلات خارجية
- دانيلا جورج على موقع IMDb (الإنجليزية)

- الموقع الرسمي